# 塩生植物
塩生植物（えんせいしょくぶつ）とは、高塩濃度に耐える種子植物を言う。海岸や塩湖の周辺に生育し、独特の群落を形成する。なお、地下水の塩濃度が高い半乾燥地域に生育する野生植物なども、塩生植物に分類される。

## 概説
海および海水の影響のある地域では、藻類である海藻は普通に見られるが、種子植物に属するものはごく少ない。これにシダ植物、コケ植物をまとめて陸上植物と言い、全て淡水から陸上へと進出し、進化していったものと考えられている。そのためか、このような類は塩分への耐性が弱く、例えば台風で海水の飛沫が吹き込むと広く植物が枯れる現象である塩害が発生する。このため、海岸に出現するものすら限られたものとなるが、より海水に浸るような区域に生育する種も少ないながらある。そのような植物を塩生植物という。
耐塩性の強い植物には「通常の土壌で最も良く生育するが、塩類濃度の高い環境でも生育できる」レベルのものから「通常の土壌よりも、塩類がやや多い環境の方が生育に適する」レベルのものまでが存在し、どの程度の濃度の塩にまで耐えられるかにも大きなばらつきがある。なお、どのレベルの塩分濃度に耐えられる植物を塩生植物と称するかという定義はハッキリと定まっておらず、研究者が個々に定義して議論している状況である。

## 生育地

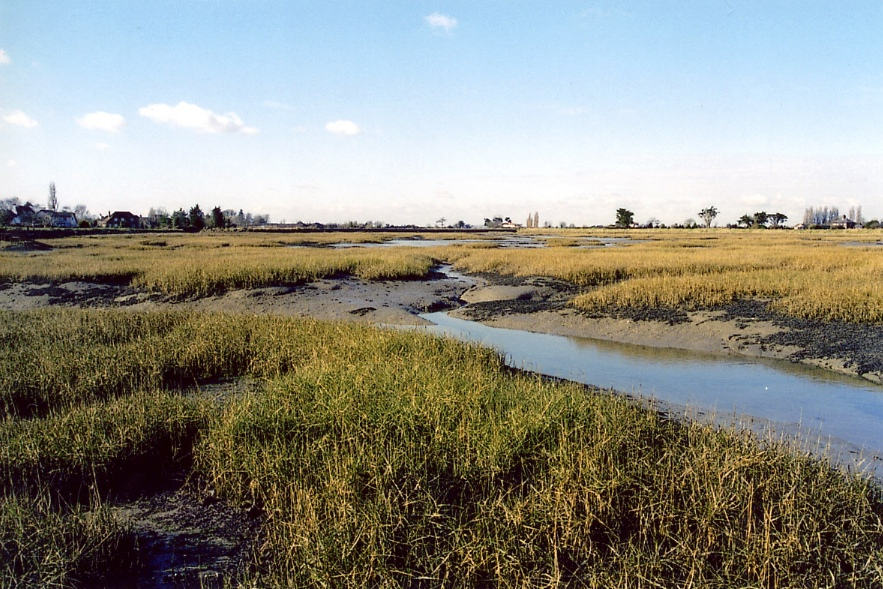
英国南部の塩性湿地

もっぱら塩沼や波の穏やかな海岸の潮間帯、干潟、河口の汽水域などに生育し、日本での分布は海岸付近に限られるが、世界的には塩湖、砂漠地帯の湿地や、塩害や塩類集積によって放棄された耕作地にも生育する。
広い意味では、完全に海面下で生育する海草（アマモなど）や、耐塩性の強い海浜植物も含める。またヨシなどは淡水に生えるのが普通だが、塩沼でも生育するので、塩生植物に入れることもある。

## 種類

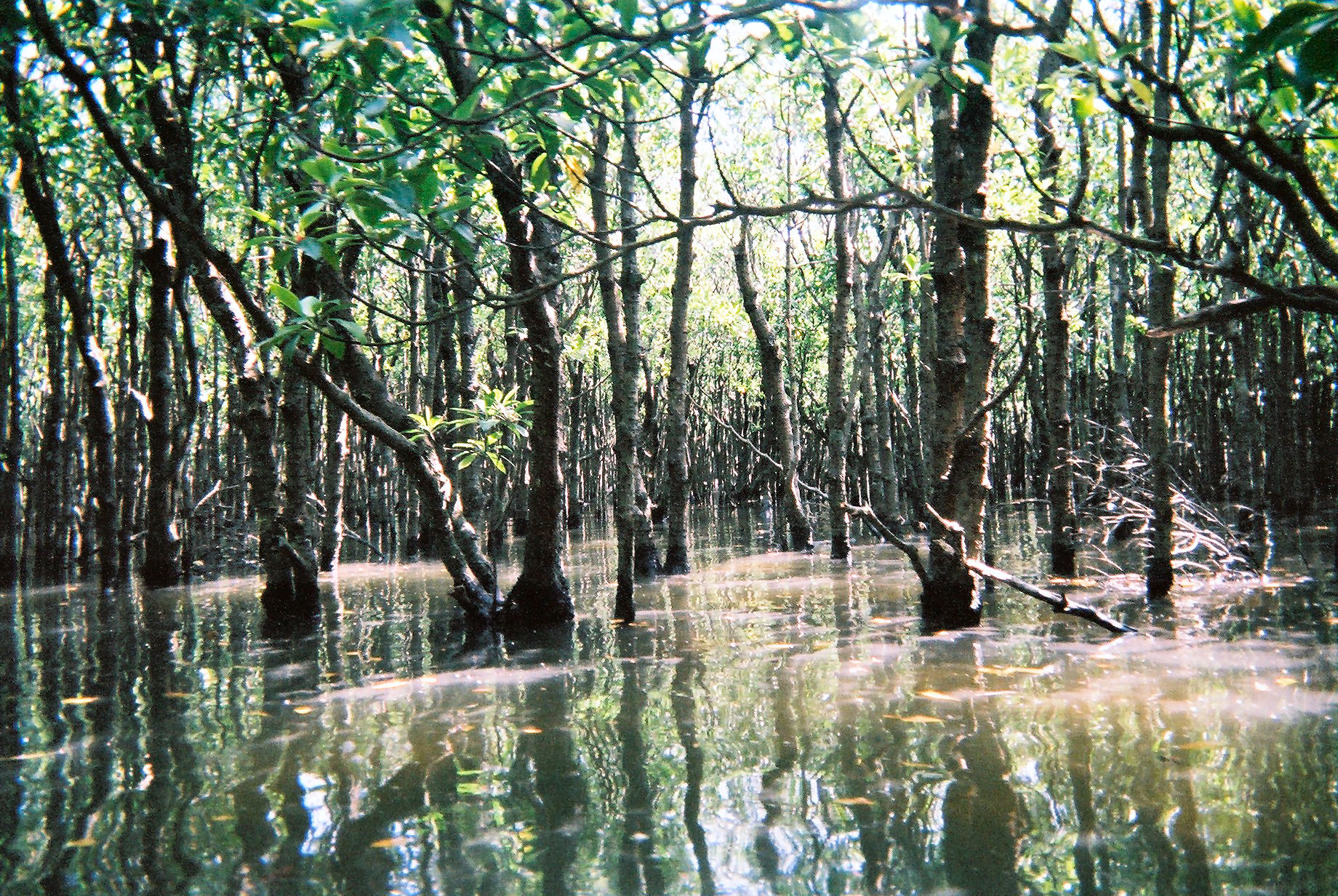
西表島のマングローブ

熱帯・亜熱帯では海岸湿地に塩生の木本からなる森林が成立し、マングローブと呼ぶ。日本では鹿児島県以南に見られる。また、沖縄では、ヒナアズキが見られる。
温帯以北に生育する塩生植物は、クロマツ、暖帯のハマボウ群落（半マングローブ）や大陸内陸部に生育するギョリュウ科樹木などを例外として、ほとんどが草本であり、日本では代表的なものとしてアイアシ、シオクグ、アッケシソウ、オカヒジキ、ウラギク、ハマサジ、シバナなどがある。ヨーロッパにはアツケシソウが分布している。北米東部原産のスパルティナ・アルテルニフロラは、侵略的外来種として世界中で問題になっている。このような植物が生える内湾性の干潟的な草原になったものを塩性湿地と言う。これらの植物には、開発などが原因で生育できる環境の減少したため、絶滅が危惧されているものもある。
このほか潮上帯で生育する海浜植物でも、ハママツナ、ハマアカザ、ツルナ（これらは干潟に生えることもある）など、かなりの耐塩性を示すものが多く、これらを乾塩生植物とも言う（これに対して上記の塩生植物を湿塩生植物と言う）。
農業作物では、木綿が塩分への耐性が強い事で知られ、干拓地において土壌の塩分が抜けるまで栽培される例が多かった。ビートやフダンソウはある程度高い塩濃度で発育が良くなる好塩性を持っている。またトマトは塩分を含んだ土壌で栽培すると糖度が増すため、意図してそのように栽培する手法（塩トマト）が存在する。近年では、日本でも食用に栽培されているアイスプラントが顕著な耐塩性を持つことが知られ、双子葉類のモデル塩生植物の1つとして、研究上でも重要なものとなっている。

## 塩害が起こる理由
過剰な塩類は、主に下記の2つの面から植物に影響を与える。

### 浸透圧ストレス
過剰な塩類にさらされた植物が最初に受けるのが、浸透圧ストレス（英：osmotic stress）であると言われる。浸透圧は溶液中の溶質の数に比例し、水溶液の場合、溶媒である水は、溶質の数の少ない方から、溶質の多い方へと移動しようとする。淡水に比べて、植物の体内に存在する水には多くの溶質が溶け込んでいるため、周囲が淡水であれば、植物は浸透圧に従って、容易に外部から水を取り込むことができる。しかし、塩類が根周囲の水に高濃度で溶解しているほど、植物の体内に存在する水の浸透圧に近付く。さらに塩類が高濃度に溶解していると、もはや、植物の体内の水が、根周囲の水へと吸い出される方向に浸透圧が作用し、植物は水を吸うことができなくなるため、乾燥ストレスを受けた時に似た状態に陥る。こうなると植物体に水が充分に行き渡らなくなるため、一般的な経路による光合成において電子の供与体として必要な水が不足して光合成を行いにくくなる、葉が小さくなる、新しい葉が出るのが遅れる、側芽が出なくなるなどの影響が出る。

### イオン特異的なストレス
ナトリウムが細胞内に蓄積すると、カリウムの濃度勾配によって保たれている膜電位が維持できなくなる上に、多くの酵素の働きが阻害され、様々な細胞の活動に支障をきたすことが判っている。

## 耐塩性のメカニズム
したがって、耐塩性とは、浸透圧への耐性と、代謝に過剰なイオンが及ぼす害を防ぐことができる性質とを合わせたものを指す。
耐塩性の植物は、幾つかのメカニズムを組み合わせて持っている。中には、耐塩性でない普通の植物も持っているものもある。海水の飛沫・乾燥による土壌中の塩類の濃縮・不適切な灌漑などにより、高濃度の塩類によるストレスを受けた一般的な植物（中生植物、塩生植物ではない植物）は、下記の適合溶質の蓄積・液胞への塩分の隔離などと同様の機構を持つが、塩生植物とそうでない植物の違いはまだ明らかになっていない部分が多い。

### クチクラ層の発達
葉にクチクラ層を発達させることで、水分の葉からの蒸散を抑えることにより、根圏の高浸透圧による乾燥ストレスに耐え、また根からの水分吸収に伴って塩分が流入するのを防ぐ。

### カスパリー線の発達
根の内皮を取り囲むように存在するカスパリー線が、内皮の外側と内側を隔てるバリアーとして機能し、道管・師管への塩分の流入を防ぐ。このような戦略を取った植物の例としては、中国の野生植物のPuccinellia tenuifloraが挙げられる。

### 落葉
流入した塩分を古い葉に集めて落葉させ、若い葉を守る。

### 塩類腺と塩嚢細胞
葉の表面に、塩類腺（えんるいせん）と呼ばれる塩を排出するための腺や、塩嚢細胞（えんのうさいぼう）と呼ばれる塩を蓄積するための器官を持ち、根から流入した塩をそれらの器官に集めることで体内への蓄積を防ぐ耐塩性植物もある。塩類腺を持つ植物としては、例えばヒルギダマシが挙げられる。また、塩嚢細胞を持つ植物としては、例えばアイスプラントが挙げられる。

### 根からの排出
耐塩性の植物もそうでない植物も、一般にナトリウム／プロトン対向輸送体（ナトリウム・プロトンアンチポーター；英：sodium proton antiporter；略称NHAまたはSOS1）と呼ばれる輸送タンパク質を持っている。細胞膜上に存在し、プロトン（水素イオン）を細胞内に入れる代わりに、ナトリウムを細胞外に排出する働きを持ったタンパク質で、根においては、流入したナトリウムを根の外に運び出したり、道管に運び込んだり（道管に入ったナトリウムは葉まで運ばれ、液胞に貯められたり塩類腺から排出されたりする）する働きを担っている。耐塩性植物のThellungiella salsugineaやThellungiella parvulaでは、近縁の塩感受性植物シロイヌナズナに比べて、このトランスポーターが多く発現していることが明らかになっている
。

### 液胞への隔離
成長した植物細胞に見られる液胞は、水の他各種養分を貯蔵する役割を担っているが、細胞に流入した過剰な塩類を隔離するための貯蔵庫としても働くことが知られている。葉が肉厚で大きな液胞を持った植物において、特に大きな役割を果たす。アッケシソウやオカヒジキでは液胞に貯めたナトリウムがかなりの量に達するため、古くからアッケシソウ属の植物を焼いてソーダ灰が作られた。地中海・カスピ海の沿岸地域にはアッケシソウ属を利用したソーダ工業が1850年代まで存在していた。（en:Glasswort）

### 適合溶質
浸透圧の原理から明らかなように、水に溶解している溶質の粒子の数が増加すれば、その溶質の種類とは無関係に浸透圧が上がる。これを利用して、有機化合物を細胞質に蓄積することによって、根の周囲の水の高い浸透圧への耐性を獲得する植物もある。このような目的で合成される有機化合物を適合溶質(あるいはオスモライト)と呼び、以下のようなものが知られている。
- 糖類（スクロースなど）
- 糖アルコール（ソルビトールなど）
- アミノ酸（プロリンなど）
- プロリンのメチル化化合物（メチルプロリンなど）
- ベタイン（グリシンベタインなど）
- メチル化された有機硫黄化合物（ジメチルスルホニオプロピオナート；DMSPなど）

その他、カリウム濃度を高く維持することなどによってもナトリウムの流入を防ぎ、細胞の働きを維持することができる。

## 引用文献
1. ↑  T. J. Flowers and T. D. Colmer (2008). “Salinity tolerance in halophytes”. New Phytologist 179:  945-963. doi:10.1111/j.1469-8137.2008.02531.x.
2. ↑  R. Munns and M. Tester (2008). “Mechanisms of Salinity Tolerance”. Annu. Rev. Plant Biol. 59:  651-81. doi:10.1146/annurev.arplant.59.032607.092911.(review)
3. ↑  N. Tuteja (2007). “Mechanisms of high salinity tolerance in plants”. Methods Enzymol. 428:  419-38. doi:10.1016/S0076-6879(07)28024-3.(review)
4. ↑  YH. Peng, YF. Zhu, YQ. Mao, SM. Wang, WA. Su, ZC. Tang (2004). “Alkali grass resists salt stress through high [K+] and an endodermis barrier to Na+”. J Exp Bot. 55:  939-49. doi:10.1093/jxb/erh071.
5. ↑  H Shi, FJ. Quintero, JM. Pardo, JK. Zhu (2002). “The putative plasma membrane Na+/H+ antiporter SOS1 controls long-distance Na+ transport in plants”. Plant Cell 14:  465-77. doi:10.1105/tpc.010371.
6. ↑  DH. Oh, “et al”. (2009). “Loss of halophytism by interference with SOS1 expression”. Plant Physiol. 151:  210-22. doi:10.1104/pp.109.137802.
7. ↑  DH. Oh, M Dassanayake, JS. Haas, et al. (2010). “Genome structures and halophyte-specific gene expression of the extremophile “Thellungiella parvula” in comparison with “Thellungiella salsuginea” (“Thellungiella halophila”) and Arabidopsis.”. Plant Physiol. 154 (3):  1040-52. doi:10.1104/pp.110.163923.
8. ↑  「朝日百科植物の世界 7巻」p264,p267